# آسیای آج‌دار

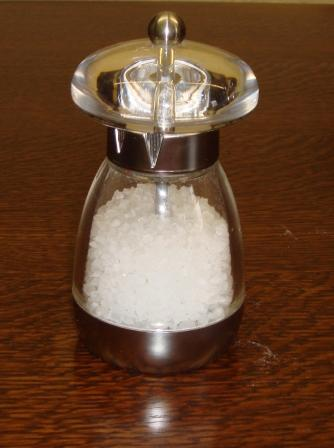
آسیای آج‌دار پیش از آسیاب نمک طعام.

آسیای آج‌دار (انگلیسی: Burr mill) نوعی آسیاب است که به منظور خرد کردن و آسیاب کردن دانه‌هایی نظیر قهوه، فلفل سیاه، نمک و نظایر آن استفاده می‌شود.